# Paul Ferri (1591-1669)
Paul Ferri (1591-1669) fue un historiador, escritor, poeta y teólogo protestante de Francia.
-Ferri es conocido en su tiempo por sus escritos y  sus sermones., y preferentemente por la refutación que le hizo Bossuet de su catecismo escrito en 1654 (cita sacada de la obra <<Nouveau dictionnaire historique>>, Caen, Gleroy, 1789).

## Biografía
Ferri nació en Metz en 24 de febrero de 1591, de antigua familia, sus padres el magistrado Jaime ferri e Isabel Jolli, hermana del abogado Pedro Jolli  y durante su época de estudiante en la academia protestante de Montauban, publica en 1610 una recopilación de poesías de calidad mediana, sonetos y una pastoral, y cuando se propuso ordenarse ministro evangélico, dejó la redacción de poemas y ejerció sus funciones eclesiásticas de manera distinguida que ejerció de forma interrumpida durante 60 años hasta su muerte en 27 de diciembre de 1669.
Ferri publicó en 1654 un catecismo general de la Reforma conciliadora con la Iglesia romana, refutado por un joven Jacobo Benigno Bossuet, entonces canónigo y archidiácono de Metz, comenzando una controversia en la que salió triunfante la impugnación de Bossuet , reprochando los protestantes a Ferri su demasiado respeto por su adversario, y tras impedir estos una conferencia entre ambos, la correspondencia de Bossuet rinde un auténtico homenaje a la sinceridad, al saber y al espíritu concertador de su antagonista Ferri.
El célebre médico y escritor de Francia, Guy Patin  (1601-1672), autor de unas epístolas en 2 vols., última edición 2006,   
dice que Ferri fue el ministro ganador para el cardenal Richelieu, por reunir las dos religiones, dejando escrita Bosuet una relación para el proyecto de reunión de las dos iglesias de  Ferri, y le tocaron 500 escudos de pensión por ello; más David Ancillon que fue colega de Ferri, en su "Melange critique de littérature", Ámsterdam, P. Brunel, 1702, recogidas por su hijo Charles Ancillon (1659-1715), afirma que lo dicho anteriormente es una calumnia.

## Obras
Sus obras principales, algunas editadas, algunas manuscritas, que tratan de la doctrina protestante de la Gracia enseñada por la escolástica, observaciones históricas sobre la vida y muerte del mártir San Ligier, guerrero de profesión, nacido en Pays-Messin, Metz en la Edad media, testigo de los suplicios que los Hunos con Atila hacían sufrir a los cristianos, les recriminó su crueldad, irritando a los bárbaros, siendo conducido a una montaña cerca de Marsal y ejecutado (escribió su vida también Alphonse de Rambervillers, Vic, 1624, refutada por Ferri), oraciones fúnebres de Luis XIII de Francia y Ana de Austria, sermones, investigaciones sobre la historia de Metz y la historia de la Reforma en la villa de Metz, en oposición de una obra escrita por el obispo de Madaura y sufragáneo de Metz, Martin Meurisse (1584-1644) de la Orden de Frailes Menores, quien profesó con distinción la filosofía y teología en "Histoire des eveques de l'eglise de  Metz", 1634, son las siguientes:
- Juvenilia Pauli Ferri (poemas en Latín)
- Scholastici orthodoxi specimen, Gotstad, 1616, in-8º
- Le dernier desespoir de la tradition contre l'Escriture,
- Vindiciae pro scholastico orthodxo, Leyde, 1630.
- Cathechisme general de la reformation, Sedan, 1654.
- Lettere de Paul ferri  a Theodore Maimbourg, 1666.
- Remarques d'histoire sur le discours de la vie et de la mort de St. Livier,..,
- Orasions funebres de Luis XIII et de la reine mere Ana d'Autriche
- Sermons
- Recherches sur l'Histoire de Metz
- Histoire de la Reformation dans la ville de Metz